# Aphasie de Mursili II
L’Aphasie de Mursili II est le nom conventionnellement donné à un texte hittite qui décrit le rituel exécuté par le roi Mursili II (1321-1295 av. J.-C.) pour soigner un problème affectant sa voix. Ce texte, qui nous donne un aperçu de la conception hittite de la maladie, avec ses causes divines et ses remèdes magiques, a aussi un intérêt psychologique. Derrière la sécheresse comptable du rituel transparaît, comme dans les Prières de Mursili II au sujet de la peste, un sentiment d’angoisse religieuse – celui que devait ressentir le roi dans l’attente du verdict des oracles : pour quelle faute était-il puni ? Quel(s) dieu(x) avait-il pu indisposer ?
Le texte est constitué d’environ quatre-vingts lignes, réparties en quatre paragraphes. Emmanuel Laroche l’a répertorié comme le 486e texte (CTH 486) de son Catalogue des textes hittites. Les trois exemplaires qui se trouvent à notre disposition ont été exhumés à Hattusa, la capitale du royaume hittite ; l’emplacement exact de leur découverte n’est pas connu. Le texte est en grande partie établi à partir du manuscrit A. 

## Édition et résumé

### Édition
Le texte est attesté par les trois tablettes témoins suivantes : 
A. KUB XLVII 100 + IBoT II 112 + KUB XII 31 + KUB XLIII 51.
B. KUB XLIII 50 + KUB XV 36 + KUB XII 27.
C. KBo IV III 40 sqq. 
Ces copies auraient été réalisées au XIIIe siècle av. J.-C, d’après un ou des originaux plus anciens, qui dataient de l’époque de Mursili II, c’est-à-dire de la fin du XIVe siècle av. J.-C.
La première transcription et la première traduction du texte ont été réalisées par le savant allemand Götze et le linguiste danois Holger Pedersen en 1934. Une édition plus récente a été publiée par le hittitologue français René Lebrun en 1986. On peut également trouver une traduction anglaise de ce texte en ligne. Les trois traductions citées présentent des divergences assez importantes. Le résumé qui suit s’appuie davantage sur la traduction en ligne proposée par le site hittites.info.

### Résumé
Le texte, placé dans la bouche de Mursili en personne, s’ouvre sur un récit où l’on apprend comment la maladie du roi est née et s’est développée. Alors que Mursili voyageait dans le tell d’un certain Kunnu, personnage par ailleurs inconnu, un orage a éclaté, déclenchant chez Mursili une difficulté à parler. Après plusieurs années, ce problème d’élocution s’est aggravé au point que le roi a décidé de consulter un oracle(§1, lignes 1-9).
L’oracle désigne le dieu responsable, à savoir le Dieu de l’Orage de Manuzziya, et indique par quels rituels le roi peut se le concilier. Il s’agit de deux rituels, le « rituel du bœuf substitut » (ŠA GUD pūḫugari SISKUR, en hittite) et le « rituel de l’ambassi et du keldi » (SISKUR ambašši keldi=ya). Le premier implique l’utilisation d’un « bovin de substitution » (GUD pūḫugari en hittite) à la place du roi (pedi=ssi en hittite), qui, à la façon d’un bouc émissaire, va être chargé de la souillure, puis éliminé par le feu. Le deuxième rituel implique l’utilisation de plusieurs oiseaux et d’un agneau, qui doivent être également sacrifiés par le feu. Chaque animal est sacrifié dans le but de rétablir la santé du roi – objectif dénoté  par les termes hourrites quasi-synonymes ambassi et keldi, signifiant le « bien-être ».
Les conditions dans lesquelles le bovin de substitution doit être conduit au dieu sont précisées au début (§1, lignes 11-27) et à la fin du texte (§3-4). La nuit précédant le jour où le bovin est conduit à Kumanni, dans le temple du dieu, avant d’être brulé, le roi ne doit pas dormir avec une femme. Le lendemain matin, il doit se laver puis toucher le bovin avec sa main. Les vêtements qu’il porte ce jour-là, ceinture, poignard, chaussures, ainsi que son chariot, ses chevaux, son arc, son carquois, la table sur laquelle il avait l’habitude de manger, la coupe dans laquelle il avait l’habitude de boire, le lit dans lequel il avait l’habitude de dormir, la bassine dans laquelle il avait l’habitude de se laver, sont emmenés. De même, les vêtements qu’il portait le jour où l’orage a éclaté, ainsi que le chariot sur lequel il se trouvait, sont emportés. Autant d’effets personnels qui seront offerts au dieu et détruits par le feu.
Le texte s’achève sur un colophon qui rappelle le thème de la tablette et nomme le scribe qui l’a écrite.

## La nature de l'affection de Mursili II
Si le texte a été traditionnellement appelé l’Aphasie de Mursili II, rien ne permet d’affirmer que le roi hittite a souffert d’une aphasie au sens médical du terme. Les expressions hittites décrivant les symptômes de cette affection sont peu précises : nu=mu=kán memiaš KAxU-i anda tepauešta « dans ma bouche la voix diminua » (traduction de Lebrun) ou encore KA x U-išš=a=mu=kán tapuša pait « ma bouche se mit de travers » (traduction de Lebrun), expression qui pourrait signifier, de façon figurée, que Mursili s’est trouvé dans l’incapacité de parler. Certains chercheurs ont émis l’hypothèse que Mursili aurait été victime d’un accident ischémique transitoire, qui aurait causé un trouble temporaire du langage. Cette hypothèse s’appuie sur le fait que le trouble de Mursili semble avoir été temporaire ; aucun autre texte hittite n’y fait en effet allusion. L’historien Trevor Bryce imagine que ce trouble du langage pourrait avoir été causé par le stress qu’ont pu occasionner les nombreuses batailles qu’a dû livrer Mursili, les difficultés personnelles du roi, notamment à l’occasion de la mort de sa femme Gassulawiya, et l’épidémie de peste qui a frappé le royaume hittite pendant son règne.